# Mohand al-Shihri
Mohand al-Shihri (in arabo مهند الشهري‎?; 'Asir, 7 maggio 1979 – New York, 11 settembre 2001) è stato un terrorista saudita.

## Biografia
È stato un membro di al-Qāʿida e uno dei pirati dell'aria del volo United Airlines 175 che fu dirottato e fatto schiantare col suo carico umano contro la seconda torre del World Trade Center di New York, nel quadro degli attentati dell'11 settembre 2001. 
Mohand Al-Shehri ha usato almeno un paio di alias, tra cui "Mohamed al-Shehhi" e "Mohald al-Shehri", in effetti la sua famiglia, che ha riconosciuto la sua morte a bordo del volo UA175, ha dichiarato che il suo vero nome è Muhannad e non Mohand come indicato dall'FBI 
Nacque nella Provincia Di 'Asir, una regione povera dell'Arabia Saudita al confine con lo Yemen.  Mohand Al-Shehri è stato studente della Saudi Islamic University di Abna, in Arabia Saudita, ma non riesce a laurearsi.                                                                                                                                                    
Nei primi mesi del 2000 annuncia alla sua famiglia l'intenzione di recarsi in Cecenia per combattere contro i russi, dove conobbe Hamza al-Ghamdi: da quel momento chiamerà una sola volta la propria madre.                                                                                                                                                                                                                                                         (Quest'ultima ha dichiarato che la telefonata del figlio le giunse dalla Cecenia durante la festa “Eid Al-Adha” del 1421, la festa del sacrificio. Sulla base del calendario islamico - l'anno 2001 del calendario gregoriano corrisponde all'anno 1421 del calendario lunare - la festa cadeva il giorno 5 marzo 2001).  
Fu successivamente inviato in un campo di addestramento di Al Qaeda in Afghanistan. Proprio durante quel periodo, fu scelto per partecipare agli attentati dell'11 settembre.

## Gli attacchi

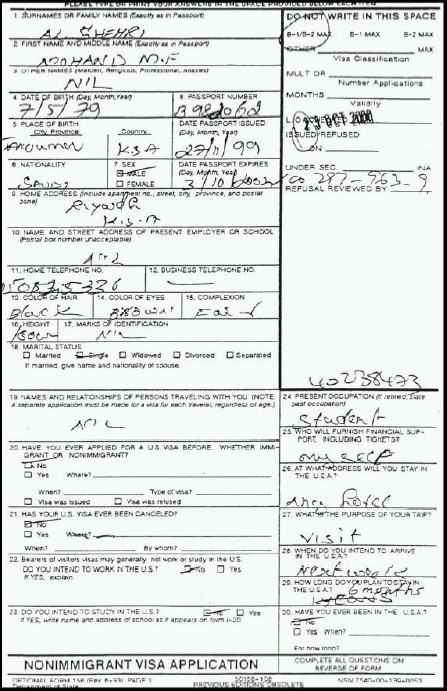
La richiesta del visto di Mohand al-Shihri

Conosciuto con l'alias di Omar al-Azdi durante i preparativi, al-Shihri arrivò negli Stati Uniti nel maggio del 2001 e occasionalmente si allenò con i simulatori di volo della FlightSafety Aviation School a Vero Beach in Florida, con Abdulaziz al-Omari e Saeed al-Ghamdi. 
Il 27 o 29 agosto, Fayez Banihammad acquistò il suo biglietto e quello di Mohand per il volo UA175, pagando un totale di 4464,50$ con una carta Visa intestata a Mustafa al-Hawsawi. Il 7 settembre, volò da Fort Lauderdale a Newark, New Jersey con Hamza al-Ghamdi, con due biglietti comprati alla Mile High Travel agency, pagando un totale di 139,75$.  
La sera del 10 settembre 2001, l'ultima della sua vita, condivise una stanza al Milner Hotel di Boston, insieme a Satam al-Suqami, che si imbarcherà sul volo American Airlines 11, Marwan al-Shehhi e Fayez Banihammad.
L'11 settembre 2001 si imbarcò sul volo United Airlines 175 con altri quattro terroristi, occupando il posto 2B, vicino a Fayez Banihammad. 
Tra le 8:42 e le 8:46, al-Shihri e i suoi compagni diedero inizio al dirottamento. Al-Shihri, con l'aiuto di Fayez Banihammad, uccise i piloti che erano ai comandi dell'aereo, così che Marwan al-Shehhi potesse pilotarlo contro la Torre Sud del World Trade Center. Lo schianto avvenne alle 9:03:02, uccidendo sul colpo tutte le persone a bordo dell’aeromobile.